# The Piano Rolls: Realized by Artis Wodehouse
The Piano Rolls: Realized by Artis Wodehouse ist ein Jazz-Album, das zwölf Titel des Pianisten Jelly Roll Morton enthält, die dieser 1923/24 auf Pianorollen für die Pianoroll-Firma Vocalstyle in Cincinnati aufgenommen hatte. Die Aufnahmen wurden von Artis Wodehouse 1996/97 digitalisiert und am 22. und 23. Februar 1997 in der New Yorker Academy of Arts and Letters auf einem Yamaha-Disklavier abgespielt.

## Die Entstehung der Pianorolls
Morton arbeitete Anfang der 1920er-Jahre in Chicago mit dem Verlag Melrose Brothers zusammen, der insgesamt über zwanzig seiner Stücke veröffentlichten. Sie waren auch verantwortlich für die Aufnahmesessions, bei denen Morton bei Gennett Records in Richmond (Indiana) 1923 und 1924 eine Reihe von Schallplatten einspielte. Im Juli 1923 nahm Morton sechs Piano-Solos und acht weitere Titel mit den New Orleans Rhythm Kings auf. Der Verkaufserfolg dieser Aufnahmen bewog Melrose, elf Monate später eine weitere Session anzuberaumen, bei der Morton elf weitere Titel einspielte, darunter neun Eigenkompositionen. Dies waren Shreveport Stomps, Mamanita, Jelly Roll Blues, Big Foot Blues, Big Foot Ham, Tom Cat Blues, Stratford Hunch und Perfect Rag.
Melrose arrangierte um diese Zeit bei der in Cincinnati ansässigen Pianoroll-Fabrik Vocalstyle eine weitere Aufnahmesitzung. Bis auf Perfect Rag und Wolverine Blues spielte Morton die Titel der Gennett-Session erneut ein, hinzu kamen die Morton-Nummern Mr. Jelly-Lord und London Blues sowie Tin Roof Blues, eine Melrose-Veröffentlichung. Vier der für Vocalstyle aufgenommenen Rollen sind nicht mehr auffindbar; daher bilden sieben Titel den Kern der vorliegenden Aufnahme von 1997; hinzu kamen Midnight Mama, der Dead Man Blues (der zwei Jahre später für die Firma QRS entstand) und Sweet Man, keine Morton-Komposition, aber von der Capitol Roll Company veröffentlicht als By „Jelly Roll“ Morton.

### Die Titel
Midnight Mama war die schnellere Instrumentalversion einer Nummer, die vom Francis Hereford und den Levee Serenaders gesungen wurde. Shreveport Stumps enthält zusätzliche Noten, die von den Herausgebern in die Rollen gestanzt wurden. Statford Hunch ist auch unter dem Titel Chicago Breakdown bekannt, unter dem es 1927 von Louis Armstrong and His Hot Seven aufgenommen wurde. Dead Man Blues nahm Morton sonst nicht wieder auf; die Einleitung nimmt die Begräbnishymne Flee as a Bird to the Mountain auf, die von den Street Bands in New Orleans während Beerdigungen gespielt wurde. Grandpa’s Spells wird ein einem schnellen Tempo gespielt; nach dem Tin Roof Blues folgt London Blues, den Morton auch als London cafe Blues oder – nach einem Café in Chicago – Shoe Shiner's Drag nannte, den er 1928 mit den Red Hot Peppers aufnahm. Er besteht aus zwei Hauptteilen, der erste benutzt eine synkopierte Melodie, die von einer Kaskade von Arpeggios unterbrochen wird; der zweite Teil beginnt als Organ Chorus, was in den 1920er-Jahren eine Bezeichnung für gehaltene Harmonien in ganzen und halben Noten mit einem gleichbleibenden Ansteigen und fallender Bassprogression galt.

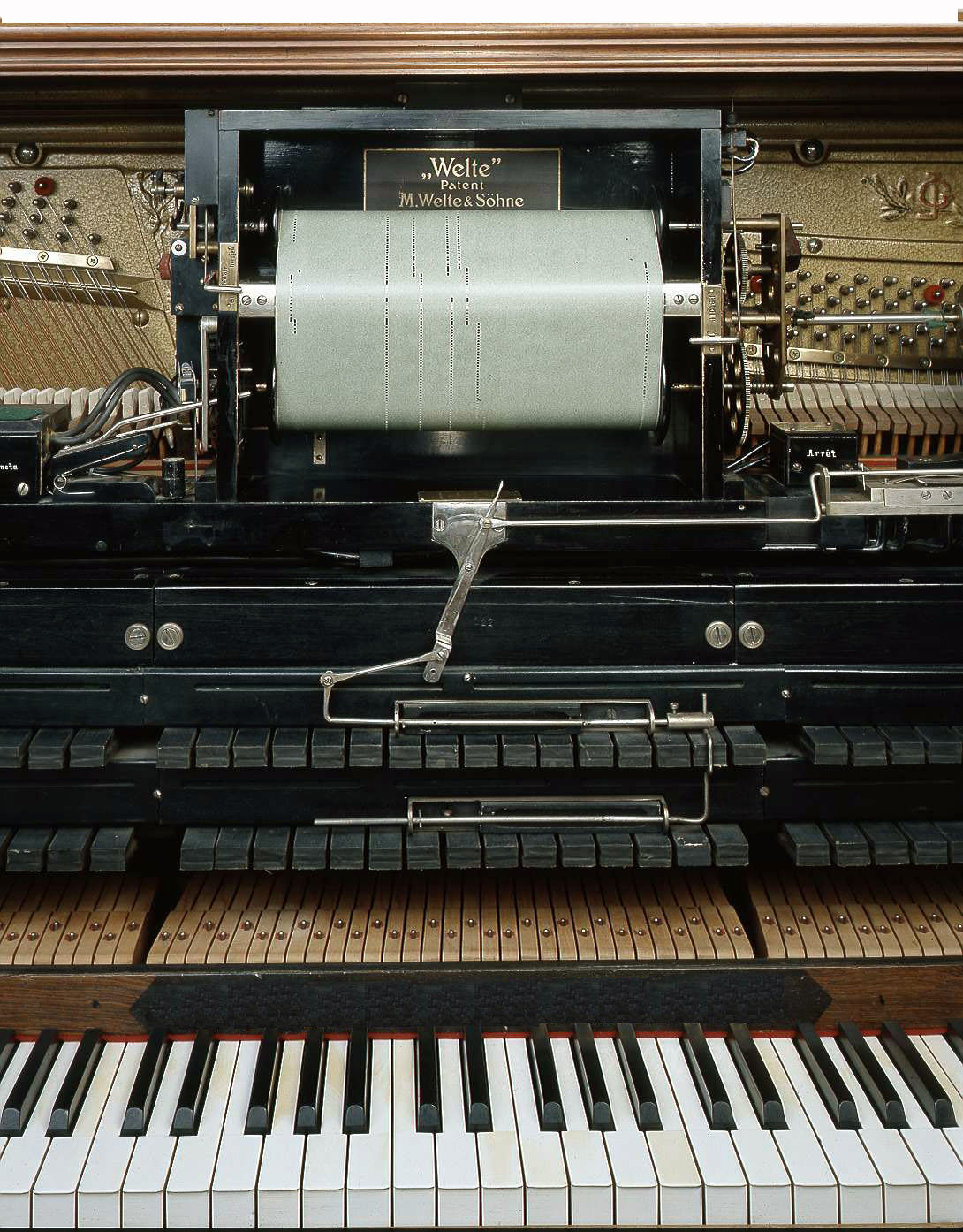
Welte-Mignon-Reproduktionsklavier von 1927 mit Notenrolle

King Porter Stomp ist wohl einer der bekanntesten Kompositionen Jelly Roll Mortons, gefolgt von Sweet Man, von dem gesagt wird, dass es nicht von Morton gespielt worden sei, da es uncharakteristisch für ihn sei. Nach Ansicht der Morton-Sammler Michael Montgomery und Horace Spear sei es dennoch von Morton; es ist von Maceo Pinkard komponiert und wurde nicht von Melrose veröffentlicht. Original Jelly Roll Blues war Mortons erste Veröffentlichung bei einem Musikverlag; nach Mr. Jelly-Lord schließt Tom Cat Blues mit einem kubanischen Rhythmus das Album ab.

### Die Realisierung der Aufnahmen 1996/97
Im Jahr 1991 hatte die in der Bronx lebende Pianistin und Musikhistorikerin Artis Wodehouse (* 1946) Pianorolls von George Gershwin in einem digitalen Verfahren editiert; der Erfolg dieser Aufnahmen (Gershwin Plays Gershwin: The Piano Rolls, erschienen bei Nonesuch) führte zur Fortsetzung mit dem Morton-Projekt. Nonesuch initiierte eine weltweite Suche nach Material mit Anzeigen in Keyboard-Magazinen und der Ausschreibung einer Belohnung von 300 $, um fehlende Pianorolls Mortons aufzutreiben, von denen 16 bekannt sind.
Das Fehlen von charakteristischen Aufnahme-Details über Tempi und dynamische Kontraste der Pianoroll-Aufnahmen zwang die Produzentin, Mortons eigene Spielhaltung (his own peculiar sense of time) und den Gebrauch von Tempo, Swing, Balance, Akzentuierung und Phasierung in seinen Plattenaufnahmen dieser Phase zu untersuchen.
Im Gespräch mit Ben Ratliff erläuterte Wodehouse ihr Vorgehen:
When we first went into it, we didn't have the sensitivity to know that you had to measure everything. We just said, 'Well, if it sounds right, it's right' .
The piano rolls are not exactly the way he would have played, it's a hybrid. And the way we did them is a third creature. It's neither the human performance nor the piano roll, but a mixture of the two. You see, piano rolls are not like sound recordings. They are not definitive.
Dazu wurden die vorliegenden 78er-Platten Jelly Roll Mortons aus dieser Zeit in Computerdaten umgewandelt, um Akzentuierungen des Pianisten zu erforschen. Mit einem Pianoroll-Lesegerät wurden die Papierrollen in ein Computerprogramm übertragen, das die Anordnung und Länge jedes Lochs erfasste. Ein Programm machte es dann möglich, aus den ausdruckslosen Basisinformationen der Rollen subtile Abstufungen in Tempo, Rhythmus, Pedaleinsatz und Dynamik vorzunehmen; dabei wurden auch interpretative Entscheidungen vorgenommen, wenn sich Rolle und Audioversion unterschieden. Schließlich wurden Mortons Rollen per Diskette auf ein Disklavier übertragen, das erlaubte, die musikalischen Informationen für die endgültige Plattenaufnahme abzuspielen. Diese fand im Auditorium der Academy of Arts and Letters in New York City statt. 1999 veröffentlichte Artis Wodehouse ihre Transkription von Jelly Roll Mortons Piano Rolls im Verlag Hal Leonard.

## Titelliste

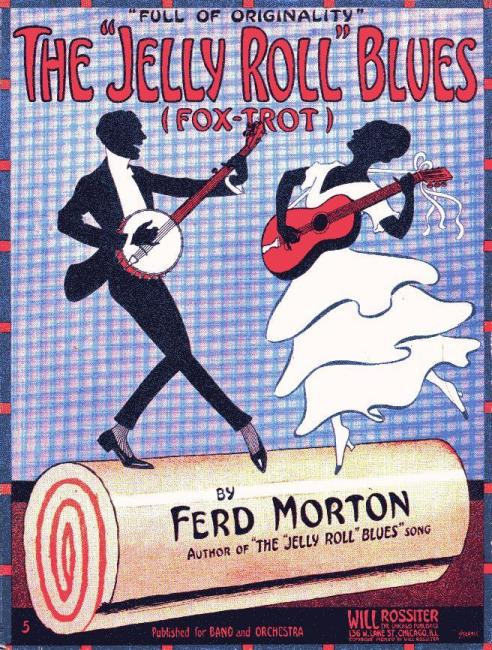
The „Jelly Roll“ Blues. Notenblatt-Veröffentlichung von 1915

- Jelly Roll Morton: The Piano Rolls – Realized by Artis Woodhouse (Nonesuch 759979363-2[5])

1. Midnight Mama (Jelly Roll Morton) – 3:16
2. Shreveport Stomps (Jelly Roll Morton) – 4:02
3. Stratford Hunch (Jelly Roll Morton) – 4:13
4. Dead Man Blues (Anita Gonzales/Jelly Roll Morton) – 4:47
5. Grandpa’s Spells (Jelly Roll Morton) – 3:12
6. Tin Roof Blues (George Brunies/New Orleans Rhythm Kings/Paul Mares/Walter Melrose/Ben Pollack/Leon Roppolo/Melville Stitzel) – 3:27
7. London Blues (Jelly Roll Morton) – 3:17
8. King Porter Stomp (Jelly Roll Morton) – 2:38
9. Sweet Man (Maceo Pinkard/Roy Turk) – 3:26
10. Original Jelly Roll Blues (Jelly Roll Morton) – 3:43
11. Mr. Jelly-Lord (Walter Melrose/Jelly Roll Morton) – 4:15
12. Tom Cat Blues (Walter Melrose/Jelly Roll Morton) – 2:57

## Rezeption
Bei seinem Erscheinen 1997 erhielt Woodhouse’ Produktion meist positive Besprechungen, erntete aber auch massive Kritik; in der New York Times verteidigte Ben Ratliff ihr Vorgehen unter der Überschrift Pumping New Life Into Jelly Roll gegen den geäußerten Verdacht, „die Sixtinische Kapelle neu zu erschaffen“:
„Miss Wodehouse und ihr Team aus Musikwissenschaftlern und Forschern waren in der Lage festzulegen, dass es Mortons Art war, seine Hand voll zu spreizen und in die Tasten zu schlagen, und das ist das Ergebnis der Nonesuch-Version, aufgenommen auf einem großen Flügel. Dagegen gibt die Aufnahme der Original-Rolls die Klangcluster nur als sanftes Schluckauf wieder“.
Howard Reich griff in der Chicago Tribune Wodehouse' Projekt scharf an:
„Dies ist schlimmer als ein Sakrileg; das ist unecht […] Indem man eine Form der Aufnahme nimmt, welche die Pianorolls waren, die in einer ganz bestimmten Zeit, Ort und Technologie existierten, und sie durch eine andere, modernere Technik laufen lässt, und dies dann Jelly Roll Morton nennt, das ist ein grandioses Missverständnis. Wenn man es aber Wodehouse Plays Morton genannt hätte, würde es sich nicht so gut verkaufen.“

Reich setzte seine Kritik fort: „Wenn man beim Zuhören Mortons Original-Pianoroll-Aufnahmen mit Wodehouse’ Disklavier-Versione vergleicht, glaubt man, zwei verschiedene Künstler wären am Werk. Die Morton-Originale sonst konsistent breit, im Upbeat-Tempo, schneidend artikuliert und technisch brillant. Hingegen sind die Wodehouse-Kreationen generell langsamer im Tempo, schwerfälliger im Rhythmus und äußerst durcheinander in der Textur.“

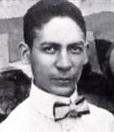
Jelly Roll Morton, 1917

Der Musikhistoriker Mike Montgomery, ein Kenner der Pianorolls und Herausgeber der Biograph CD mit den Original-Rolls, verteidigte ihr Vorgehen:
„Für Morton war dies ein Wegwerf-Erlebnis. Er hockte sich an einem einzigen Tag hin, haute sich rein und konnte sich dann kaum daran erinnern. Was Artis gemacht hat, nimmt schon irrationale Züge an; kein Mensch würde so viel Zeit auf eine solche Sache verschwenden. Aber sie ist die einzige Person, die so etwas machen kann, und niemand wird dies noch einmal versuchen. Ich denke, die Leute, die sich darüber aufregen, verstehen nicht die neue Technologie. Nun, willst du Jelly Roll Morton auf einem gut gestimmten Klavier hören oder auf irgendeinem Barrel-Piano?“
Jack Sohmer schrieb in JazzTimes, erstmals könnte man nun Jelly Roll Mortons Pianorolls so hören, dass sie fast wie die digital remasterten Reissues seiner Victor-Schallplatten klängen.
Scott Yanow bewertete das Album in Allmusic mit 4½ (von 5) Sternen und hob hervor, dass der hölzerne Klang der vorangegangenen Veröffentlichungen des Materials (aus den LPs von Biograph und Everest) zum Glück fehle. Der Einsatz moderner Techniken habe es der Produzentin Artis Wodehouse ermöglicht, Mortons Pianorolls viel lebendiger als zuvor klingen zu lassen. Die Höhepunkte seien die Titel Shreveport Stomps, Grandpa’s Spells, King Porter Stomp und Mr. Jelly Lord, die den Geist Jelly Roll Mortons wiedererwecken würden.
Der Penguin Guide to Jazz verlieh dem Album 3½ (von 4) Sternen und bezeichnete das Album als einer der faszinierendsten Wiederveröffentlichungen der letzten Jahre. Das aufwendige Verfahren ermögliche es Morton so zu hören, wie er wohl auf dem frühen Gipfel seiner Karriere geklungen haben mag. Aus wenn es den Einwand geben könnte, dies sei nur die Vorstellung eines einzelnen davon, wie Morton gespielt haben könnte, seien die Resultate berauschend genug, dass man glauben könnte, Jellys Geist sitze in dem Klavier. Auch wenn es dabei eine unvermeidbare Wahrnehmung eines mechanischen Anspielens gebe, ist dies durch Mortons swingende Synkopierungen, sein Rasen und allgemeines Brio aufgehoben. Bezwingend seien „die seltsame Mischung aus Bösartigkeit und Freundlichkeit in Grandpapa's Spells, der atemberaubende double-time-Break in Midnight Mama und die ungezügelte Virtuosität von Shreveport Stomps.“ Das Album sei unverzichtbar für jeden, der sich mit Mortons Frühwerk befasse und mache die Biograph-LP redundant.
Nach Ansicht von Gary Rametta sei die Energie und Würze dieser Titel „hypnotisierend“. Die Darbietung von Shreveport Stomp sei „verblüffend, ein Meisterwerk an Komposition, Improvisation und von Wodehouse’ Fähigkeiten der Rekonstruktion“. Grandpa’s Spells stellte eine brillante Improvisation heraus, die auf keiner analogen Aufnahme zu hören sei. Andere Titel wie Tin Roof Blues, Mr. Jelly Lord und Tom Cat Blues seien ebenfalls wunderbar. Auch wenn Rametta dem Vorwurf widerspricht, dem Wodehouse-Projekt fehle die nötige Authentizität, wäre This is Artis' Wodehouse's Jelly Roll Morton eine bessere Bezeichnung gewesen. Auch die Liner Notes von Stanley Crouch seien lohnenswert.